# نورث لی
نورث لی (به انگلیسی: North Leigh) یک روستا و محله مدنی در بریتانیا است که در آکسفوردشر غربی واقع شده‌است. نورث لی ۱٬۹۲۸ نفر جمعیت دارد.